# Martine Boileau
Pour les articles homonymes, voir Boileau.
Martine Boileau, née Martine Seligman le 16 mai 1923 à Neuilly-sur-Seine et morte dans le 29 mai 2007 à Paris, est une sculptrice française.  Elle a travaillé aussi bien la terre cuite que la résine (matériau dont elle a été un des pionniers), le bronze, et ose la couleur.

## Biographie
Martine est la fille de Roger Seligmann, gérant de la Banque Seligmann, et la petite-fille de David David-Weill.
En 1940, sa famille part s'installer aux États-Unis, où elle étudie la sculpture, et devient l'élève de Berta Margoulies (en). De retour en France en 1945, elle y continue sa formation.
Elle est découverte en 1954 par Germaine Richier qui l'introduit au Salon de Mai de Paris. Elle y expose de 1957 à 2007, et six fois au Salon de la jeune sculpture. À la même époque elle réalise de très nombreuses autres expositions.
En 1958, pour le concours du mémorial d'Auschwitz, elle étudie la technique des résines synthétiques. En 1961, elle expose un "mobilier fantastique" en résine au musée des Arts décoratifs.
À partir de 1967, elle revient à la couleur et crée sa première œuvre en résine polychrome pour la Caisse des dépôts et consignations. Dans les années 1970 et 1980, elle réalise de nombreuses sculptures monumentales et religieuses en résine polychrome pour des commandes publiques.
Très appréciée dans toute l'Europe, aux États-Unis et au Japon, où elle participe à de nombreuses expositions, elle a reçu en 1988 la Hakone Award, puis en 1990 la Royal Ueno Award.
Martine Boileau meurt le 29 mai 2007 dans le 14e arrondissement de Paris.
Elle était mariée avec le docteur Henri Danon-Boileau (23 juillet 1918-1er mai 2014).